# Le Vingtième Siècle : La Vie électrique
Le Vingtième Siècle : La Vie électrique est un roman d'anticipation écrit et illustré par Albert Robida. Publié initialement dans les numéro de la revue La Science illustrée en 1891-1892, il est édité en format relié aux éditions La Librairie illustrée en 1892.
Le roman aborde le genre du merveilleux scientifique en traitant avec humour les progrès scientifiques et technologiques. 

## Intrigue
Le roman décrit, à travers le quotidien d'un savant Philoxène Lorris et de son fils Georges qu'il encourage à se marier, la société française en 1955.

## Autour de l'œuvre
La Vie électrique est le troisième roman majeur d'Albert Robida sur le thème de la littérature d'imagination scientifique après la publication des récits Le Vingtième Siècle (1883) et La Guerre au vingtième siècle (1887). Il se situe d'ailleurs directement dans la lignée du roman de 1883 qui démarrait son récit à l'année 1952, tandis que celui-ci débute en 1955. De plus, outre son surtitre Le Vingtième Siècle, le roman reprend des inventions précédemment décrites, à l'instar de l'omniprésent téléphonoscope.
S'il apparaît comme un éloge de la « fée électricité » à l'origine du développement de la téléphonie, des transports et des loisirs, le roman met cependant l'accent sur les effets néfastes engendrés par le progrès, à l'instar des pollutions chimiques et bactériennes.

## Publication française
- La Science illustrée, novembre 1891-juillet 1892

| Vol. | No  | Date             | Passage    | Lien Gallica    |
| ---- | --- | ---------------- | ---------- | --------------- |
| 9    | 209 | 28 novembre 1891 | p. 12–13   | [lire en ligne] |
| 9    | 210 | 5 décembre 1891  | p. 28–30   | [lire en ligne] |
| 9    | 211 | 12 décembre 1891 | p. 44–46   | [lire en ligne] |
| 9    | 212 | 19 décembre 1891 | p. 58–61   | [lire en ligne] |
| 9    | 213 | 26 décembre 1891 | p. 75–78   | [lire en ligne] |
| 9    | 214 | 2 janvier 1892   | p. 93–94   | [lire en ligne] |
| 9    | 215 | 9 janvier 1892   | p. 109–110 | [lire en ligne] |
| 9    | 216 | 16 janvier 1892  | p. 125–126 | [lire en ligne] |
| 9    | 217 | 23 janvier 1892  | p. 140–142 | [lire en ligne] |
| 9    | 218 | 30 janvier 1892  | p. 156–158 | [lire en ligne] |
| 9    | 219 | 6 février 1892   | p. 173–174 | [lire en ligne] |
| 9    | 220 | 13 février 1892  | p. 188–189 | [lire en ligne] |
| 9    | 221 | 20 février 1892  | p. 204–207 | [lire en ligne] |
| 9    | 222 | 27 février 1892  | p. 220–222 | [lire en ligne] |
| 9    | 223 | 5 mars 1892      | p. 236–238 | [lire en ligne] |
| 9    | 224 | 12 mars 1892     | p. 252–254 | [lire en ligne] |
| 9    | 225 | 19 mars 1892     | p. 270     | [lire en ligne] |
| 9    | 226 | 26 mars 1892     | p. 284–286 | [lire en ligne] |
| 9    | 227 | 2 avril 1892     | p. 300–302 | [lire en ligne] |
| 9    | 228 | 9 avril 1892     | p. 317–318 | [lire en ligne] |
| 9    | 229 | 16 avril 1892    | p. 332–333 | [lire en ligne] |
| 9    | 230 | 23 avril 1892    | p. 348–350 | [lire en ligne] |
| 9    | 231 | 30 avril 1892    | p. 364–366 | [lire en ligne] |
| 9    | 232 | 7 mai 1892       | p. 380–382 | [lire en ligne] |
| 9    | 233 | 14 mai 1892      | p. 396–398 | [lire en ligne] |
| 9    | 234 | 21 mai 1892      | p. 412–414 | [lire en ligne] |
| 10   | 235 | 28 mai 1892      | p. 12–14   | [lire en ligne] |
| 10   | 236 | 4 juin 1892      | p. 28–30   | [lire en ligne] |
| 10   | 237 | 11 juin 1892     | p. 45–46   | [lire en ligne] |
| 10   | 238 | 18 juin 1892     | p. 59–62   | [lire en ligne] |
| 10   | 239 | 25 juin 1892     | p. 76–78   | [lire en ligne] |
| 10   | 240 | 2 juillet 1892   | p. 92–93   | [lire en ligne] |
| 10   | 241 | 9 juillet 1892   | p. 106–107 | [lire en ligne] |
| 10   | 242 | 16 juillet 1892  | p. 124–125 | [lire en ligne] |
| 10   | 243 | 23 juillet 1892  | p. 140–142 | [lire en ligne] |
| 10   | 244 | 30 juillet 1892  | p. 158     | [lire en ligne] |
- Librairie illustrée, 1892.
- Librairie illustrée Montgrédien, 1893, dans le recueil Le Vingtième Siècle suivi de La Vie électrique.
- Librairie illustrée, 1895.
- Albert Robida (postface Sandrine Doré), La Vie électrique : Un fragment romanesque proposé par Sandrine Doré, Paris, Autrement, coll. « Les 100 éclats de lire » (no 7), 2005, 121 p. (ISBN 2-7467-0679-2).